# Serge-Simon Held
Pour les articles homonymes, voir Held.
Serge-Simon Held (alias S. S. Held ; né en août 1892 à Berditchev en Ukraine et mort le 4 juin 1969 à Clichy-la-Garenne) est un auteur français d'anticipation.

## Biographie
Serge-Simon Held est un ingénieur, dont la vie est peu renseignée. Il s'est fait connaître grâce à son roman paru en 1931, La Mort du fer, pour lequel il est sélectionné par le jury du prix Goncourt. Pour ne pas compromettre ses chances, Serge-Simon Held refuse, par ailleurs, le prix Maurice-Renard. À la suite de ce refus, le fondateur et président du jury Maurice Renard, décide de mettre fin à ce prix littéraire.
En 1932, l'Académie française lui décerne le prix Paul-Flat pour cet ouvrage.

## Œuvres

### Roman
- La Mort du fer, Librairie Arthème Fayard, 1931Réédition, L'Arbre vengeur, 2019 (ISBN 978-2-379410-04-8)

### Nouvelle
- La Réaction du cocuage, Mercure de France, 1935